# Trofim Lissenko
Trofim Deníssovitx Lissenko (rus: Трофи́м Дени́сович Лысе́нко; ucraïnès: Трохим Денисович Лисенко) (29 de setembre de 1898 – 20 de novembre de 1976) va ser un agrònom soviètic que va ser director de la biologia soviètica durant el període del mandat de Stalin. Lissenko rebutjà les Lleis de Mendel sobre l'herència genètica en favor de les teories d'hibridació del horticulturista rus Ivan Vladímirovitx Mitxurin, adoptant-les en un poderós moviment politicocientífic anomenat lissenkoisme. La seva recerca gens ortodoxa per la millora dels camps de cereal aconseguí el suport del líder soviètic Ióssif Stalin, especialment després de la fam i la pèrdua de productivitat resultant de la col·lectivització forçosa en moltes regions soviètiques a inicis de la dècada de 1930. El 1940 esdevingué director de l'Institut de Genètica de l'Acadèmia de Ciències Soviètica, i les doctrines anti-mendelianes de Lissenko van ser seguides a la ciència i l'educació soviètiques mitjançant la influència i el poder polític. El dissentiment de les herència adquirida del medi ambient va ser prohibida formalment el 1948, i durant els següents anys diversos oponents van ser purgats dels seus càrrecs, i diversos d'ells van ser empresonats. El treball de Lissenko va ser oficialment desacreditat a la Unió Soviètica el 1964, dirigint-se cap a un renovat èmfasi cap a la de nou instituïda ciència ortodoxa i les lleis sobre la genètica de Mendel.
Encara que Lissenko seguí al seu càrrec a l'Institut de Genètica fins al 1965, la seva influència pràctica en l'agricultura soviètica va declinar a la dècada de 1950. Silenciosament, la Unió Soviètica va abandonar les pràctiques agrícoles de Lissenko en favor de pràctiques agrícoles modernes després que el rendiment dels camps de conreu que havia promès no es materialitzà. Actualment, la major part de l'experimentació i recerca de Lissenko és vista com a fraudulenta.

## Biografia
Lissenko, fill de Denís i Oksana Lissenko, va néixer en el si d'una família camperola a Ucraïna, i estudià a l'Institut Agrícola de Kíev. El 1927, als 29 anys, treballant en una estació experimental agrícola a l'Azerbaidjan, s'embarcà en la recerca que publicaria al seu escrit del 1928 sobre la vernalització, que tindria gran repercussió per les conseqüències pràctiques sobre l'agricultura soviètica. El fred sever i la manca de neu havien destruït moltes plàntules de blat. Tractant les llavors de blat amb humitat i fred, Lissenko va induir-les a tenir una collita quan es plantava a la primavera. Així doncs, el terme vernalització es tradueix com jarovització, un terme que Lissenko encunyaria per descriure el procés de refredament que usava per fer que les llavors dels cereals d'hivern es comportessin com el cereal de primavera (jarovoe en rus).
Posteriorment, no obstant això, Lissenko afirmaria falsament que un estat vernalitzat podria ser heretat; per exemple, que una planta que provingués d'una vernalizada podria comportar-se com a tal com si ho hagués estat i no la requerís per florir ràpidament.

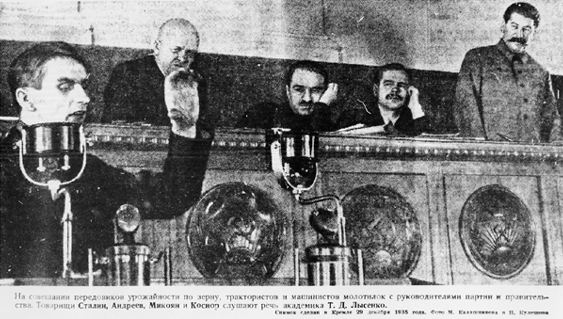
Lissenko parlant al Kremlin al 1935. Al darrere, d'esquerra a dreta, estan Stanislav Kosior, Anastàs Mikoian, Andrei Andreiev i el líder soviètic, Ióssif Stalin.

Les lloances al treball de Lissenko incloïen la ressenya que li va fer el diari Pravda per haver descobert un mètode per fertilitzar els camps sense fer servir fertilitzants o minerals, i per haver provat que una collita hivernal de pèsols podia créixer a l'Azerbaidjan convertint els camps erms del Transcaucas de l'hivern en verd, i així el bestiar no morirà de fam, i el camperol turc podrà viure a l'hivern sense amoïnar-se pel demà. Als següents anys, però, els intents per fer créixer pèsols no van tenir èxit. La resta de mitjans soviètics publicaren ressenyes semblants anunciant els descobriments de Lissenko en l'agricultura des de 1927 i fins a 1964; notícies dels sorprenents (i aparentment impossibles) èxits, que substituïen els anteriors fracassos. Pocs dels èxits atribuïts a Lissenko ha pogut repetir-se. Malgrat això, amb l'ajut dels mitjans, Lissenko gaudí de la imatge popular del científic descalç; la imatge mítica del geni camperol soviètic.
A finals de la dècada de 1920, els caps polítics soviètics havien donat el seu suport a Lissenko. Aquest suport era conseqüència, en part, de les polítiques posades en pràctica pel personal de Partit de promoure ràpidament els membres del proletariat a posicions dirigents a l'agricultura, la ciència i la indústria. Els funcionaris del Partit buscaven candidats prometedors amb perfils semblants als de Lissenko: nascut en el si d'una família camperola i sense estudis acadèmics formals o afiliacions a la comunitat acadèmica.
En particular, Lissenko els impressionà pel seu èxit en motivar els camperols que tornessin a les granges. Les reformes col·lectivitzadores soviètiques forçaven a la confiscació de les propietats agrícoles dels camperols i danyaren enormement la producció alimentària de tot el país; i els camperols desposseïts de les seves terres es convertien en un nou problema per al règim. Molts abandonaren les granges junts; d'altres es resistiren a la col·lectivització mitjançant una escassa qualitat en el treball i els furs. El desencant de la pagesia es convertí en un greu motiu de preocupació per al lideratge soviètic. Lissenko emergí durant aquest període, inaugurant radicalment nous mètodes agrícoles i prometent que els nous mètodes comportarien majors oportunitats a l'any en agricultura. Lissenko es provà molt útil per al lideratge soviètic al convèncer els pagesos que tornessin a la feina, ajudant a obtenir-ne un interès personal en l'èxit del revolucionari experiment soviètic.
Les teories genètiques de Lissenko es basaven en el Lamarckisme. El seu treball estava inicialment dirigit al desenvolupament de noves tècniques i pràctiques agrícoles; però també contribuí a estructurar una nova teoria que esdevindria la fundació de tota l'agricultura soviètica: una disciplina anomenada agrobiologia, fusió de la fisiologia de les plantes, la citologia, la genètica i la teoria de l'evolució. Els principis de Lissenko se centraven en el concepte de la inherència de les característiques adquirides. El 1932, Lissenko va publicar el seu propi diari, El Butlletí de la Vernalització, i esdevingué el principal canal de publicació dels desenvolupaments emergents de les investigacions de Lissenko.
Una de les primeres aplicacions agrícoles més celebrades desenvolupades per Lissenko va ser un procés per incrementar l'èxit de les collites de blat era mitjançant la immersió del gra i emmagatzemant la llavor humida a la neu per refrigerar-la durant l'hivern (vernalització). Tot i que aquest treball no tenia un rigor científic en diversos punts, les afirmacions Lissenko encantaven als periodistes i als oficials agrícoles soviètics, que estaven impressionats per la seva promesa per minimitzar els recursos gastats en el treball científic teòric de laboratori. El lideratge polític soviètic havia arribat a considerar que la ciència ortodoxa només oferia promeses buides, la qual cosa era improductiva per assolir els desafiaments i les necessitats d'un estat comunista. Lissenko era vist com algú que podia oferir mètodes pràctics amb uns resultats més ràpids i superiors.
El mateix Lissenko passà molt de temps denunciant als científics i genetistes acadèmics, afirmant que el seu treball de laboratori aïllat no ajudava al poble soviètic. El 1929 els que es mostraven escèptics vers Lissenko eren políticament censurats, acusant-los de què només aportaven crítiques i no oferien noves solucions. Al desembre de 1929, Stalin pronuncià un famós discurs on lloà la pràctica sobre la teoria, situant els caps polítics per damunt els científics i els especialistes tècnics. Encara que el govern de Stalin durant un període atorgà el seu suport als científics agrícoles en general, després de 1935 l'equilibri de poder s'inclinà abruptament cap a Lissenko i els seus seguidors.
Lissenko va ser posat al capdavant de l'Acadèmia de Ciències Agrícoles de la Unió Soviètica, fent-lo responsable de posar fi a la propagació d'idees "perjudicials" entre els científics soviètics. Lissenko serví aquest propòsit fent que centenars de científics fossin expulsats, empresonats i executats; així com eliminant qualsevol estudi que involucrés la genètica mendeliana per tota la Unió Soviètica. Aquest període va ser anomenat lissenkoisme. Va tenir una responsabilitat especial en la persecució del seu predecessor i rival, el prominent biòleg soviètic Nikolai Vavílov, que acabà el 1943 amb la mort per inanició de Vavílov mentre que es trobava a la presó. El 1941, Lissenko va ser guardonat amb el Premi Stalin.

### Després de Stalin
Després de la mort de Stalin el 1953, Lissenko va mantenir la seva posició amb el suport del nou líder soviètic, Nikita Khrusxov. Malgrat això, els principals científics soviètics van reaparèixer, trobant noves voluntats al govern soviètic per tolerar les crítiques cap a Lissenko, sent la primera vegada que podia fer-se des de finals de 1920. El 1962, tres dels físics soviètics més preeminents, Iakov Borisovitx Zel'dovitx, Vitali Ginzburg i Piotr Kapitsa presentaren una acusació contra Lissenko, afirmant que el seu treball era una ciència falsa. També denunciaren l'aplicació de Lissenko del poder polític per silenciar l'oposició i eliminar els seus adversaris de la comunitat científica. Aquestes denúncies tenien lloc durant un període d'agitació estructural al govern soviètic, durant el qual les principals institucions van ser purgades de les maquinacions estrictament ideològiques i polítiques que havien controlat el treball de la comunitat científica de la Unió Soviètica durant dècades sota Stalin.
El 1964, el físic Andrei Sakhàrov parla contra Lissenko a l'Assemblea General de l'Acadèmia de Ciències:
| « | (Lissenko) és responsable del vergonyós endarreriment de la biologia soviètica i de la genètica en particular, per la disseminació d'opinions pseudo-científiques, per aventurisme, per la degradació de l'aprenentatge, i per la difamació, acomiadament, detenció i fins i tot la mort de molts científics genuins. | » |

La premsa soviètica ben aviat s'omplí d'articles antilissenkoistes i de peticions per a la restauració de mètodes científics per a tots els camps de la biologia i la ciència agrícola. El 1965 Lissenko va ser rellevat del seu càrrec de director de l'Institut de Genètica de l'Acadèmia de Ciències, i se'l restringí a una granja experimental als Turons Lenin de Moscou (el mateix institut va ser dissolt poc després). Després de la dimissió de Khrusxov el 1964, el president de l'Acadèmia de Ciències declarà que la immunitat de Lissenko a la crítica s'acabava oficialment. S'envià una comissió d'experts a investigar els informes de Lissenko a la seva granja experimental. Pocs mesos després es va fer pública una crítica devastadora de Lissenko. De resultes, Lissenko va caure en desgràcia immediatament, encara que el seu treball va seguir tenint impacte a la Xina durant anys després.
Lissenko va morir el 1976.
El 1990, el Club de l'Horloge francès creà el Premi Lissenko, concedit anualment a aquell autor o personalitat que, mitjançant els seus escrits o actes, hagin realitzat una contribució exemplar a la desinformació en matèria científica o històrica, mitjançant mètodes i arguments ideològics.

## Condecoracions
- Heroi del Treball Socialista
- Orde de Lenin (8)
- Orde de la Bandera Roja del Treball
- Premi Stalin (3)